# Линия M3 (Бухарестский метрополитен)
Линия M3 — третья линия метро Бухареста. Длина линии — 12,4 км.

## История
Изначально участок Eroilor — Preciziei, построенный в 1983 году, входил в состав линии М1.

## Подвижной состав
Линию обслуживают поезда Bombardier Movia. До 2014 использовались Astra IVA.